# Steal This Episode
«Steal This Episode» (укр. «Вкради цей епізод») — дев'ята серія двадцять п'ятого сезону мультсеріалу «Сімпсони», прем'єра якої відбулась 5 січня 2014 року у США на телеканалі «Fox».

## Сюжет
Всі навколо тільки те і роблять, що обговорюють новий фільм про Радіоактивного. Гомер починає побоюватися, що, наслухавшись спойлерів, він не отримає задоволення від перегляду фільму. Він поспішно тягне всю сім'ю в кінотеатр. На сеансі перед фільмом крутять рекламні ролики, що виводить з себе Гомера. Він роздратований якістю сучасних кінотеатрів і взагалі сучасним кіно, яке, на його думку, стало навіть гіршим, ніж телебачення. Через скандал Гомера виганяють з кінотеатру.
Барт розповідає Гомеру, що в сучасному світі не обов'язково ходити в кіно, щоб подивитися новий фільм, адже фільм можна просто завантажити з Інтернету. Він показує, як це робиться, і вони разом дивляться фільм про Радіоактивного на ноутбуці.
Вражений Гомер наступного разу запрошує до себе додому Ленні і Карла і вони таким же чином дивляться новий фільм про Джеймса Бонда. Згодом Гомер вирішує відкрити «народний кінотеатр» у себе на задньому дворі, щоб показувати на простирадлі скачені кіноновинки усім бажаючим.
Коли ж Мардж дізнається, що це все незаконно, вона відправляє в Голлівуд 12 доларів, які витратила б на квиток, якщо б пішла в кінотеатр. Менеджер в Голлівуді, дізнавшись про те, що десь існує підпільний кінотеатр і порушуються авторські права, доповідає про це ФБР. Під час чергового домашнього кіносеансу ФБР проводить спецоперацію у дворі Сімпсонів. В результаті, Гомера арештовують і відвозять до в'язниці. Мардж почувається винною за те, що привела чоловіка в біду. Однак під час вечері наступної ночі Мардж оборонно дотримується переконання, що вчинила правильно, хоча Барт і Ліса підтримують наміри Гомера.
Коли в автобусі інші ув'язнені дізнаються, що Гомер винний у кінопіратстві, вони б'ють його. Через цю бійку автобус з ув'язненими перекидається і Гомеру вдається втекти. На потязі, що проїжджав повз, Гомер повертається додому. Незважаючи на благання Мардж, він відмовляється здатись.
Ліса відводить родину до консульства Швеції, оскільки скачування фільмів з Інтернету у Швеції не є незаконним. Застосовуючи тортурний дез-метал ФБР вичікує біля консульства, коли Гомер здасться. Переховуючись, Гомер дякує Мардж за віру у нього, однак Мардж не витримує і признається, що вона заклала його. Гомер, почуваючись зрадженим, негайно здається і його арештовують.
Під час судового розгляду справи у Федеральному суді США Гомер за певного заохочення Мардж виголошує промову про мету свого кінопіратства і підтримку з боку рідних. Голлівудські режисери, які відвідують процес, вражені історією Гомера, і знімають усі звинувачення, щоб придбати права на історію Гомера і перетворити її на фільм.
За тиждень до виходу фільму (під назвою «Відвага в мережі», англ. «Streaming Valor») жителі Спрінґфілда проводять Гомеру несподіваний спеціальний передпоказ незаконно завантаженої копії фільму. Гомер злиться на них, оскільки від кіносеансів він отримує гроші від прибутку в кіно. Він виганяє гостів зі свого заднього двору, нагадуючи їм побачити фільм, коли він вийде у кінотеатрах.
У фінальній сцені під час перегляду цього фільму на самоті в кінотеатрі Барт і Ліса обговорюють, на чиєму боці все-таки правда: медіакорпорації або ж борці за свободу Інтернету? Ліса вважає, що хоча обидві сторони «стверджують, що їхні наміри благородні, але, зрештою, і ті, і інші намагаються вкрасти більше грошей». Ліса продовжує говорити, хто ж «найгірший пірат», але піддається цензурі каналу кадрами NASCAR.

## Виробництво
У червні 2013 року було оголошено, що Вілл Арнетт гратиме заступника директора Гретмана, боса відділу ФБР з боротьби з кінопіратством. Також було продставлено дизайн його персонажа.
Коли Барт збирається розповісти Гомеру, як нелегально завантажувати фільми, сцена переривається зображенням логотипа каналу «Fox» (версії 1987―1993 років) на білому фоні. Диктор говорить застереження про заборону показу процесу нелегального скачування фільмів на каналі, але, натомість, глядачі можуть подивитися кадри з перегонів NASKAR 2011 року. Однак «Fox» не має права говорити, що серіал може чи не може транслювати. Продюсери та сценаристи шоу свідомо не хотіли показувати інструкції зі скачування і зробили з цього жарт. Кадри з перегонів як цензура також з'являються наприкінці серії.

## Цікаві факти і культурні відсилання
- Назва серії — відсилання до книги Еббі Гоффмана «Steal This Book» (укр. «Вкради цю книгу»)[2].

## Ставлення критиків і глядачів
Під час прем'єри серію переглянули 12,04 млн осіб з рейтингом 4.6, що зробило її найпопулярнішим шоу тієї ночі. Також серія посіла 4-е місце серед найпопулярніших шоу тижня.
Денніс Перкінс з «The A.V. Club» дав серії оцінку B, назвавши серію «найкращою у 25 сезоні [на той час]» і додавши:
|  | Епізод уникає кількох підводних каменів, на які шоу легше натрапляти у теперішні роки; [епізод] містить подвійну купку смішних реплік та приколів, і насправді, здається, вкладений у розповідь послідовної історії від початку до кінця. Не класичні Сімпсони за будь-якими показниками, але, безумовно, бажаний перепочинок від того, що було низкою досить жахливих нещодавніх серій. |

Тоні Сокол з «Den of Geek» дав серії чотири з п'яти зірок, похваливши, зокрема, роботу Джулії Кавнер, яка «тягне за собою емоції»
Тереза Лопес з «TV Fanatic» дала серії п'ять з п'яти зірок, сказавши:
|  | Зірки були важливою частиною сюжету… По суті, серія дійсно зіграла на сильних сторонах шоу. Наприклад, Гомер завжди відстає в часі, і, коли він наздоганяє його, то не може не зайти надто далеко у своїх нових захопленнях. |

Сайт «Bubbleblabber» оцінив серію на 8/10.
У лютому 2015 року сценариста серії Дж. Стюарта Бернса було номіновано на премію Гільдії сценаристів Америки в області анімації 2014 року.
Згідно з голосуванням на сайті The NoHomers Club більшість фанатів оцінили серію на 4/5 із середньою оцінкою 3,93/5.